# U96
 (juin 2022).
Si vous disposez d'ouvrages ou d'articles de référence ou si vous connaissez des sites web de qualité traitant du thème abordé ici, merci de compléter l'article en donnant les références utiles à sa vérifiabilité et en les liant à la section « Notes et références ».
Pour les articles homonymes, voir U96 (homonymie).
U96 est un projet musical formé par les producteurs allemands Alex Christensen, Alberto Ingo Hauss, Helmut Hoikins, et Hayo Lewerentz, connus pour de nombreux morceaux d'eurodance et la techno des années 1990.

## Histoire du groupe
Son nom est dû au célèbre film Das Boot sur le sous-marin allemand de la Seconde Guerre mondiale U 96. Le premier succès du projet, Das Boot (1991), est une version techno/dance du générique du film, composé à l'origine par Klaus Doldinger. L'album du même nom atteignit aussi la première place des ventes et préfigura le développement commercial de la techno en Allemagne.[réf. nécessaire]
Le son clairement expérimental de l'électropop des années 1980, de l'ambient et de la disco a influé l'opus suivant Replugged (1993) qui fut aussi un succès commercial. Des titres en étant issus comme Love Sees No Colour ou Night in Motion, caractérisé par ses sons de moteur et de voiture et typique des airs techno-pop « classiques », furent parmi les 10 meilleures ventes. Des titres plus calmes comme The One Russian et Without You complètent cet album, pouvant être considéré comme des précurseurs du trip hop. Le titre Eve Of The War / War Of The Worlds a pour thème La Guerre des mondes dont le texte est explicitement cité.[réf. nécessaire]
L'album suivant, Club Bizarre, sorti en 1995, marqua un changement radical du « son U96 ». L'album mélange les influences de la techno-pop avec la trance, genre musical très en vogue à cette période, qui domine entièrement l'album. Les plus grands succès de cet album sont le très rapide Love religion (avec Daisy Dee) ainsi que le titre éponyme Club Bizarre aux harmoniques « classiques », réutilisées ultérieurement par Brooklyn Bounce.[réf. nécessaire]
Motor Music a aussi édité un Club Bizarre Interactive CD-ROM. La partie audio de ce CD-ROM comprend de nombreuses pistes musicales et la partie multimédia une discographie, une interview d'Alex Christensen et un petit jeu sous Mac OS et Windows.[réf. nécessaire]
En 1996, l'opus suivant Heaven sortit. Cet album était très entraînant et bien formaté commercialement, en dépit d'influences électro-pop toujours présentes cependant couvertes par des inspirations d'eurodance et de rave typique (de style Scooter). Une nouvelle chanteuse, Dea-Li (Dorothy Lapi), participa à la préparation de quatre des titres de ces albums.[réf. nécessaire]
Les années suivantes, les titres Seven Wonders (1997), Energie (1998), Beweg Dich, Baby (1998) et finalement Das Boot 2001 (2000) furent édités. Au lieu d'un nouvel album classique, U96 sortit la compilation Best Of 1991 - 2001 comprenant des titres issus de l'album inédit Rhythm Of Life. Le dernier morceau We Call It Love fut édité en 2003 comme titre promotionnel uniquement.
U96 fit son retour dans le top 30 des meilleures ventes allemandes en 2006 avec leur titre Vorbei plus calme, sur lequel collabore le chanteur invité Ben. Le groupe a sorti ensuite un album nommé Out of Wilhelmsburg en mars 2007. Ce fut le premier album qui n'atteint pas le top 100.[réf. nécessaire]
L'album Reboot atteint en juin 2018 le top 1 de l'itunes-Charts en Suède. Il est produit par Hayo Lewerentz et Hingo Hauss, Alex Christensen et Helmut Hoinkis, les autres membres du groupe d'origine, ne font pas partie du projet. Le groupe se produit dans différents festivals en 2018 et 2019.[réf. nécessaire]
Le 1er décembre 2020, n'ayant pas pu se produire comme beaucoup d'autres groupes dans des festivals à cause de la pandémie, ils apparaissent dans un Live Youtube ayant lieu sur le Planétarium de Hambourg. De nouvelles compositions y sont présentées.
Le 20 et 21 août 2021, The Jules Verne Experience est présenté en avant première au château de Hohenlimburg. Il s'agit d'une comédie musicale en partenariat avec Claude-Olivier Rudolph ayant participé au film Das Boot. Une tournée a commencé en 2022 mais fut mis en pause par la suite pour une raison indéterminée.[réf. nécessaire]

## Membres du groupe
- Helmut Hoinkins
- Alberto Ingo Hauss (aussi connu sous le nom de Bela Wycombe)

## Ancien membres
- Hajo Panarinfo
- Alex Christensen (aussi connu sous les noms d' AC 16, AC Beat, Alex C.)

## Discographie
- Das Boot (1992)
- Replugged (1993)
- Club Bizarre (1995)
- Heaven (1996)
- Best Of 1991 - 2001 (2000)
- Out of Wilhelmsburg (2007)
- Reboot (2018)
- Transhuman (avec Wolfgang Flür) (2020)
- 20.000 Meilen unter dem Meer (2022)

## Titres
- Das Boot (1991)
- I Wanna Be A Kennedy (1992)
- Come 2 Gether / Der Kommandant (1992)
- Ambient Underworld (1992)
- Das Boot / Kennedy Megamix (1992)
- Love Sees No Colour (1993)
- Night In Motion (1993)
- Inside Your Dreams (1994)
- Club Bizarre (1994)
- Love Religion (1994)
- Movin' (1995)
- Boot II (1995)
- Heaven (1996)
- A Night To Remember (1996)
- Venus In Chains (1996)
- Seven Wonders (1997)
- Calling The Angels (Feat. Dea-Li) (1997)
- In Your Mind (1998)
- Energie (1998)
- Beweg Dich, Baby (1998)
- Das Boot 2001 (2000)
- We Call It Love (2003)
- Planet Earth (2014)
- The Dark Matter (2016)
- Losing Our Time (2017)
- Zukunftmusik (2018)
- Angels (2018)
- Nightride (2020)
- Let yourself go (2020)
- Das Boot (V2) (2021)
- New Life (2022)
- Atlantis (2002)
- Ich, Nemo (2022)
- Dance Hall Days (2023)